# Dover-Foxcroft
Dover-Foxcroft é uma cidade no Condado de Piscataquis, Maine, Estados Unidos da América, sendo a sede do condado e a sua maior povoação. Aquando do censo de 2000 tinha uma população de 4 211 habitantes.